# Berne (Ollen)
Die Berne ist ein Fließgewässer in den niedersächsischen Landkreisen Oldenburg und Wesermarsch westlich der Unterweser.

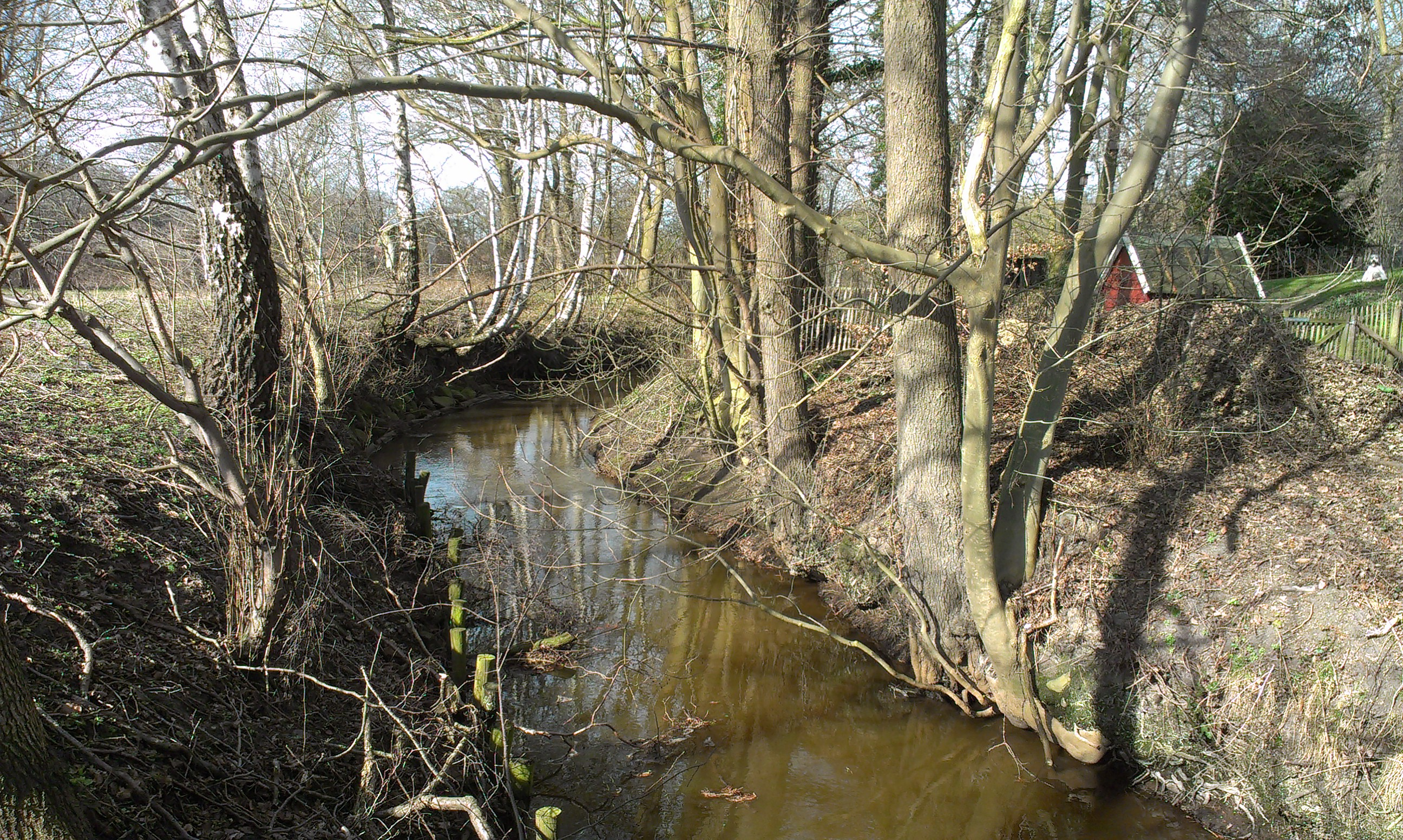
Die Berne kurz nach dem Zusammenfluss von Kimmer Bäke und Brookbäke

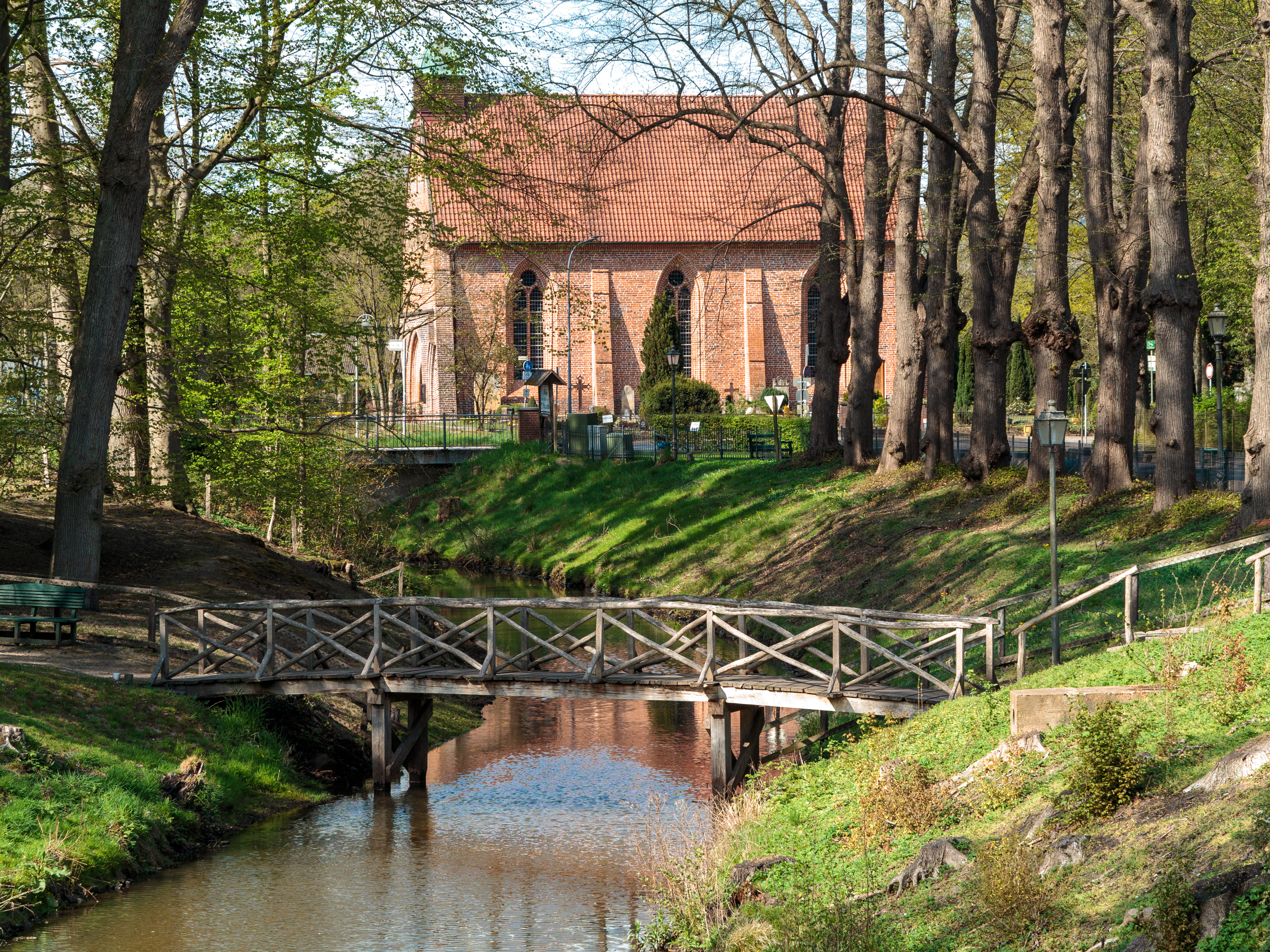
Berne (Huder Bach) & St. Elisabeth-Kirche in Hude

Namentlich ist der Fluss 11,4 km lang, entsteht im Bereich Hude durch den Zusammenfluss von Kimmer Bäke und Brookbäke und mündet im Ort Berne in die Ollen.
Hydrologisch ist der Wasserlauf 44,4 km lang, beginnt auf 42 m ü. NHN mit einem unklassifizierten Quellbach der als Oberlauf klassifizierten Kimmer Bäke und setzt sich in Berne in die Untere Ollen fort, um als Alter Huntearm durch das Lichtenberger Siel in die Hunte zu münden, 5½ km vor deren Mündung in die Weser.
Innerhalb der Ortschaft Hude wird die Berne auch als Huder Bach bezeichnet. Danach verläuft sie mehr oder weniger parallel zur Bahnstrecke Hude–Blexen. Nördlich von Hude führt der Stedinger Kanal der Berne das Wasser aller Bäche des Geestrandes westlich der Hörspe zu, eines heute bedeutungslosen Zuflusses der Ollen. Im Ort Berne mündet sie als linker Zufluss in die Ollen, welche wiederum in die Hunte mündet.
Schriftlich tritt die Berne 1149 als Berna zum ersten Mal in Erscheinung.